# رفیق رفیق
رفیق رفیق (انگلیسی: Buddy Buddy) یک فیلم کمدی آمریکایی محصول سال ۱۹۸۱ به کارگردانی بیلی وایلدر است، این فیلم آخرین فیلم به کارگرانی و نویسندگی بیلی وایلدر بود.

## داستان
ترابوکو، (والتر ماتائو) آدمکش حرفه‌ای ماموریت دارد رودی گمبولا، گانگستری که می‌خوهد علیه مافیا شهادت دهد را از بین ببرد. در حالی که او به سمت‌ هتلی که در خیابان دادگاه‌ قرار دارد می‌رود با ویکتور کلونی، (جک لمون) مردی افسرده که همسرش او را ترک کرده برخورد می‌کند. او به راه خود ادامه‌ داده و اسلحه‌اش را در اتاق هتل آماده می‌کند و…